# Michele Arcangelo Palloni
Michele Arcangelo Palloni (Campi Bisenzio, 1642 – Węgrów, 1712) è stato un pittore italiano.

## Biografia

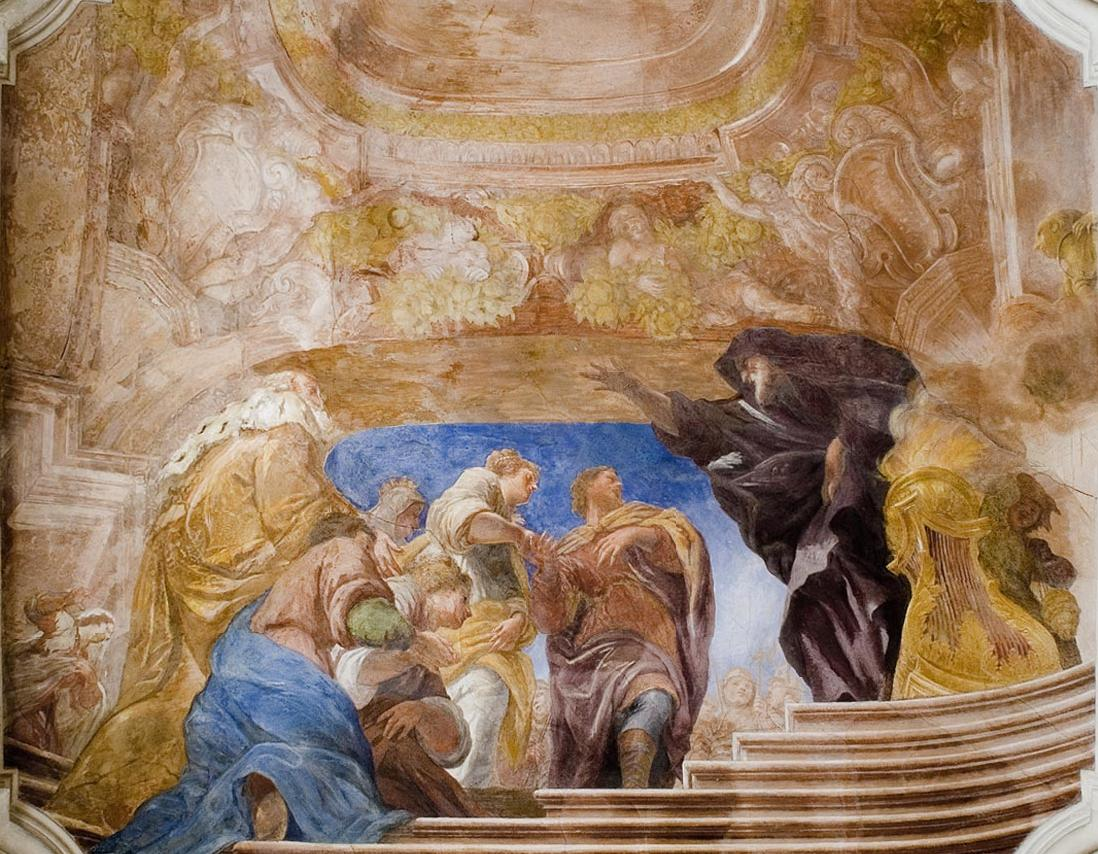
Matrimonio delle sorelle di Psiche

Nato a Campi Bisenzio, fu allievo del Volterrano e nel 1676 si trasferì in Polonia con la moglie, mettendosi al servizio del Gran Cancelliere Cristoforo Sigismondo Pac che gli commissionò la decorazione del Monastero del Mons Pacis a Pazaislis, nei dintorni della città lituana di Kaunas. Nel 1683 gli venne commissionato di affrescare a Varsavia il palazzo di Jan Dobrogost Krasiński, nobile polacco al tempo sindaco della città.
Nel 1688 Palloni divenne pittore di corte di Giovanni III Sobieski, che lo incaricò di affrescare la reggia di Wilanów, vicino a Varsavia, realizzata in stile barocco italiano; in seguito fu impegnato ad affrescare la chiesa dei Camaldolesi a Bielany, nei dintorni di Varsavia ed il castello di Rydzyna, presso Poznań.
Nel 1692 Palloni iniziò la sua opera più celebre, ovvero la decorazione della Cappella di San Casimiro nella cattedrale di Vilnius; in seguito, sempre nella capitale lituana, decorò il Palazzo dell'Atamano e la chiesa di Sant'Ignazio, cicli entrambi andati perduti.
Tornato in Polonia, attese alla decorazione del seminario di Łowicz. Morì a Węgrów, nei pressi di Varsavia, nel 1712. Le uniche opere del pittore presenti in Italia si trovano in due chiese della sua città natale: la Madonna con San Giovanni e San Girolamo ai piedi della Croce, conservata nella chiesa di San Lorenzo e la Maria Maddalena dolente nella chiesa dei Santi Quirico e Giulitta nella frazione di Capalle.